# 湖南农业学大寨典型旧址——野鸡坪农业及水利遗产
湖南农业学大寨典型旧址——野鸡坪农业及水利遗产，位于中国湖南省邵东市斫曹乡野鸡坪村，是始于1960年代初农业学大寨运动号召下开发的一系列农田及水利设施，于2019年被列为湖南省文物保护单位。

## 历史沿革

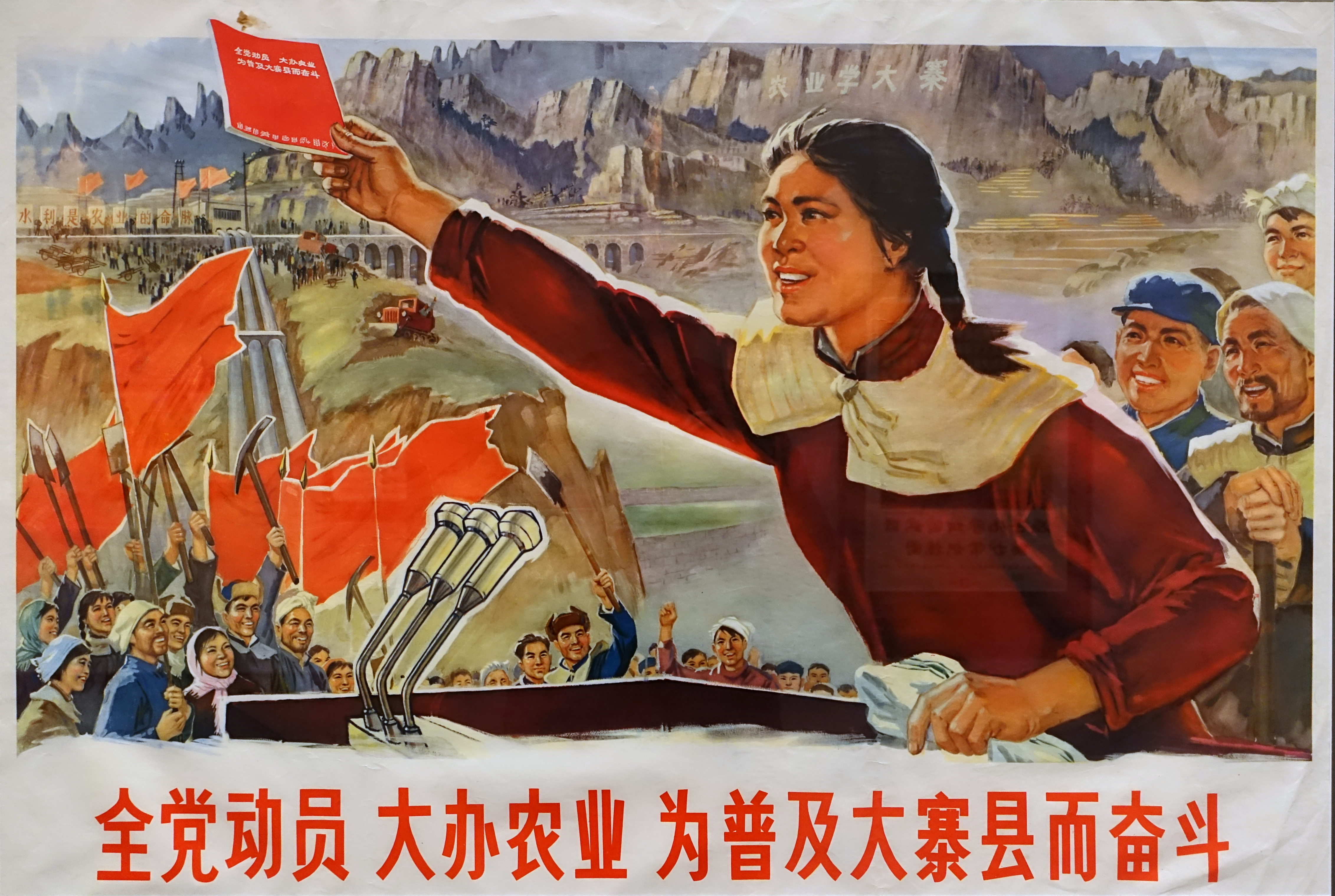
农业学大寨海报

野鸡坪大队地处海拔800余米的喀斯特石山上，常年干旱少雨，人多地少，人均农业产出低，常有人外出乞食，有歌谣流传道：“山高石多一面坡，官匪横行灾情多，十年九旱无收成，讨米帮工受折磨。”
1960年代初，邻县修建的水库淹没了野鸡坪大队仅有的几十亩水田，大队52户人家、176口人遭遇粮食危机。时任斫曹公社野鸡坪大队书记周南生带领社员用十余年手工作业，凿穿1座石山，移除3座石山，削平5座石岭，在乱石山上开建了砌有石墈的100多丘合80多亩田地，修凿了一条贯穿石山的43米引水隧洞，修筑了一条370多米长的引水干渠、一座高10米、长53米、蓄水量2万多立方米的防旱水坝、2000多米的石山公路，粮食亩产由200多斤提高到900多斤。
1970年3月28日，湖南日报发表名为《大寨之路越走越宽广一一野鸡坪大队把千年石山变成高产良田的动人事迹》的长篇通讯。1970年5月21日，湖南省革命委员会作出《关于开展学洛塔、学野鸡坪的决定》，号召学习他们的“自力更生、艰苦奋斗、只争朝夕”精神。自此，全国各地先后来到野鸡坪的访客超130万人次，高峰时期一天的参访者达2000多人。
2019年，野鸡坪农业及水利遗产被列为湖南省文物保护单位。

## 精神遗产
于2016年10月建成的野鸡坪精神陈列馆主要由“穷则思变、愚公移山、改天换地、拼搏岁月”四部分组成，共展出100多张图片、80多件实物，以纪录学大寨的野鸡坪建设历史及展现“自力更生、艰苦奋斗、创新图强、敢为人先”的野鸡坪精神。